# Прад (Ардеш)
Прад (фр. Prades, окс. Pradàs) — коммуна во Франции, находится в регионе Рона — Альпы. Департамент коммуны — Ардеш. Входит в состав кантона Тюэй. Округ коммуны — Ларжантьер.
Код INSEE коммуны — 07182.
Коммуна расположена приблизительно в 500 км к югу от Парижа, в 135 км юго-западнее Лиона, в 25 км к юго-западу от Прива, в долине реки Ардеш.

## Население
Население коммуны на 2008 год составляло 1128 человек.
| 1962 | 1968 | 1975 | 1982 | 1990 | 1999 | 2008 |
| ---- | ---- | ---- | ---- | ---- | ---- | ---- |
| 686  | 697  | 770  | 781  | 869  | 887  | 1128 |

## Экономика

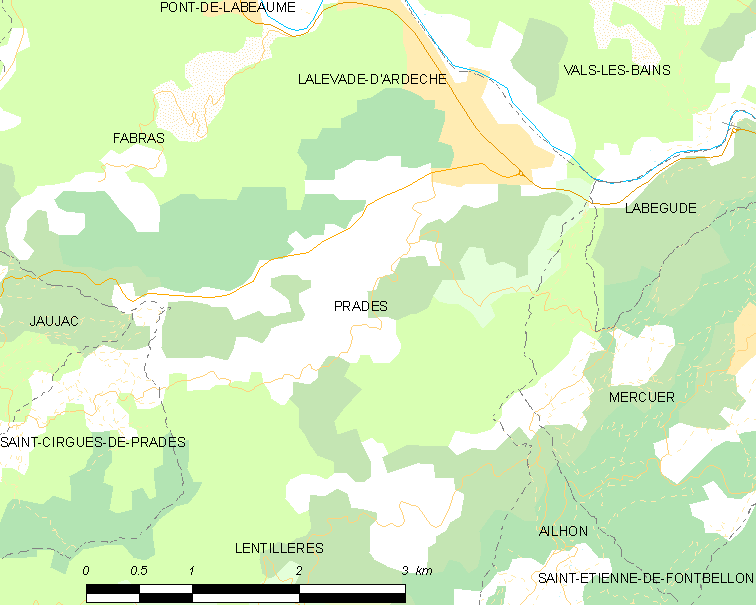
Карта коммуны

В 2007 году среди 686 человек в трудоспособном возрасте (15—64 лет) 463 были экономически активными, 223 — неактивными (показатель активности — 67,5 %, в 1999 году было 70,3 %). Из 463 активных работали 420 человек (231 мужчина и 189 женщин), безработных было 43 (23 мужчины и 20 женщин). Среди 223 неактивных 50 человек были учениками или студентами, 101 — пенсионерами, 72 были неактивными по другим причинам.

## Достопримечательности
- Замок Монсевени[фр.] XVII века. Исторический памятник с 2001 года[3]